# 竹下しづの女
竹下 しづの女（たけした しづのじょ、1887年3月19日 - 1951年8月3日）は、日本の俳人。本名はシズノ。
福岡県京都郡稗田村（現：行橋市）出身。末松謙澄の兄の房泰に漢詩を学び、福岡女子師範学校（後の福岡教育大学）卒業後、6年間の教員生活を経て結婚退職し、2男3女を儲ける。夫の代作をきっかけに俳句に親しみ、育児の傍ら本格的に句作を始め、吉岡禅寺洞・高浜虚子に師事。虚子が主催する『ホトトギス』の巻頭を飾るなど、中央の俳壇でも認められるようになり、杉田久女・長谷川かな女とともに、大正期の女流黄金時代をつくった。1928年『ホトトギス』同人。
理知的な手法で、女性の自我や自立を詠った作品が多い。代表句として「短夜や乳ぜり泣く児を須可捨焉乎（すてつちまおか）」が知られる。1937年には学生俳句連盟の結成にあたり機関誌『成層圏』を創刊した後、参加した中村草田男とともに指導にあたり、香西照雄、金子兜太ら後進を育てた。また、没年まで九大俳句会を指導している。

## 著作
- 『颯（はやて）』（1940年、三省堂）